# European Arboricultural Council
Das European Arboricultural Council e.V. (EAC) (deutsch: Europäischer Baumpflegerat) mit Sitz im Haus der Landschaft in Bad Honnef ist ein Forum, in dem sich Delegierte europäischer Baumpflege-Organisationen zusammengeschlossen haben. Sie verfolgen das Ziel, den Qualitätsstandard zu erhöhen und den Beruf durch Förderung von Forschung und Ausbildung weiterzuentwickeln, um eine erfolgreiche Baumpflege und Verbesserung der Arbeitsmethoden zu gewährleisten.

## Ziele
Das EAC koordiniert und repräsentiert die Interessen gegenüber den zuständigen Institutionen, Persönlichkeiten und Politikern in Europa und in den einzelnen Ländern, um in folgenden Bereichen Verbesserungen zu erzielen:
- Berufsstand des Baumpflegers
- Stadtbaum-Forschung
- Baum-Pflanzung unter städtischen Bedingungen
- Aus- und Weiterbildung in der Baumpflege
- Arbeitssicherheit bei Baumpflanzung und -Pflege
- Baum-Management und -Verwaltung
- Überwachung von Krankheiten und Schädlingen
- Harmonisierung der Baumpflege in Europa

## Arbeitsgruppen
Es hat folgende aktive Arbeitsgruppen:
- Öffentlichkeitsarbeit und Marketing
  - Europäischer Stadtbaum-Preis (European City of the Trees}, ECOT[1])
- Soziale Medien
- Zertifizierung und Qualitätssicherung
- Fragendatenbank
- Baumpflanzung
- European Tree Worker Handbuch
- Europäischer Standard für Baumschnitt

## Mitgliedsstaaten
Zu den Mitgliedern zählen folgende Länder:
- Belgien: Belgian Arborists Associations (BAAs[2])
- Bulgarien: Bulgarian Arborist Association
- Dänemark: Dansk Traplejeforening
- Deutschland: Interessenvertretung Deutsche Baumpflege (IDB[3])
- Finnland: Finnish Tree Care Association
- Griechenland: Hellenic Association for Arboriculture
- Großbritannien, The Arboricultural Association
- Italien: S.I.A. Società Italiana die Arboricoltura
- Kroatien: Hrvatska udruga za Arborikulturu (HUA)
- Lettland:	Latvijas Kokkopju-Arboristu Biedriba
- Litauen: Lithuanian arboricultural center
- Niederlande: VHG Vakgroep Boomverzorging
- Norwegen:	Norsk Trepleie Forum
- Österreich: ISA-Austria
- Polen: International Society of Tree Cultivation & Protection und Polish Arboricultural Council
- Russland:	Zdorovy Les NPSA
- Schweden:	Svenska Trädförening
- Schweiz:	Bund Schweizer Baumpflege
- Serbien: Society of Landscape Horticulture of Serbia
- Slowakei:	ISA Slovensko
- Spanien:	Asociación Española de Arboricultura (AEA)
- Tschechische Republik: Czech Tree Care Society (SZKT) und Czech Union for Nature Conservation (ČSOP)